# Zádor Tibor
Zádor Tibor (Diósgyőr, 1910. augusztus 28. – Miskolc, 1988. július 4.) tanár, múzeumigazgató.

## Élete, munkássága
Diósgyőrben született, apja – Zudla János – a diósgyőri vasgyárban dolgozott asztalosként, anyja háztartásbeli volt, három gyermekük volt. Az újdiósgyőri elemi iskolába járt, majd 1928-ban a miskolci Református Főgimnáziumban érettségizett. Még ebben az évben bevonult katonának – zsoldosként, és négy évig a miskolci 13. honvéd gyalogezred állományában teljesített szolgálatot. 1929-ben – meg mint katona – a Pázmány Péter Tudományegyetem bölcsészkarán kezdett tanulmányokat, ahol 1934-ben – már civilként – történelem-földrajz középiskolai tanári diplomát szerzett.
Végzése után a Tiszai evangélikus egyházkerület miskolci Líceuma és Tanítóképző Intézetében (később Evangélikus Tanítóképző Intézet, majd Pedagógiai Gimnázium) lett történelem-testnevelés szakos tanár. Minthogy a testneveléshez szükséges végzettsége még nem volt meg, később ezt is megszerezte. 1936-tól a Miskolci Jogakadémián tanított, és emellett 1942-ben jogi diplomát is szerzett. Ebben az évben behívták katonának a miskolci 7. honvéd légvédelmi központba. 1944 végén az alakulata elhagyta Miskolcot, majd 1945 áprilisában Magyarországot is, és csak 1945 októberében térhetett haza családjával. Ezután ismét az Evangélikus Tanítóképző Intézetben, majd a Mikszáth Kálmán Gimnáziumban tanított. 1953-ban a tanítóképzőben lett igazgatóhelyettes, 1960-tól kilenc évig a felsőfokú képzést adó Sárospataki Tanítóképző Intézet szakcsoportvezető tanára volt.
1969 február 1-jén kinevezték a Herman Ottó Múzeum igazgatójává, mely státuszt 1973-as nyugdíjazásáig töltötte be. Működése a múzeum történetének szomorú korszakára esett, mert 1967-ben a papszeri épület északi oldala leomlott, a gyűjtemény egy része súlyos károkat szenvedett, és az állandó kiállítás csak 1974-ben nyílt meg újra.
Múzeumi munkáján túl több területen is aktívan részt vett a város közéletében. A TIT megyei titkára volt három évig, húsz éven át pedig elnöke. Már a világháború előtt részt vett a Magyar Atlétikai Szövetség megyei munkájában, a háború után vezette a DVTK atlétikai szakosztályát, sőt egy időben a DVTK alelnöke is volt. Fontos kapcsolata volt a miskolci zenei élettel is, hiszen 1946-tól 1965-ig játszott a Diósgyőr-vasgyári Szimfonikus Zenekarban, 1953 és 1955 között a Miskolci Nemzeti Színház zenekarában, és fontos szerepe volt a Miskolci Szimfonikus Zenekar 1963-as megalapításában is.
1988-ban hunyt el, sírja a mindszenti evangélikus temetőben van.

## Művei
- Az 50 éves DVTK, Diósgyőrvasgyár sportéletének története. Miskolc, Borsod megyei Nyomdaipari Vállalat, 1962
- A Diósgyőrvasgyári Zenekar története és szerepe a diósgyőri munkások zenei műveltségének kialakításában a felszabadulásig. In  A Herman Ottó Múzeum Évkönyve X. Zádor Tibor (szerk.). Miskolc: Herman Ottó Múzeum. 1971.   209–278. o.
- A diósgyőrvasgyári munkások művelődési törekvései a századfordulón. In  A Herman Ottó Múzeum Évkönyve X. Zádor Tibor (szerk.). Miskolc: Herman Ottó Múzeum. 1971.   279–290. o.
- A diósgyőrvasgyári zenekar hatása a nagy-miskolci zenekarok megalakulására. In  A Herman Ottó Múzeum Évkönyve XII. Szabadfalvi József, Bodó Sándor(szerk.). Miskolc: Herman Ottó Múzeum. 1973.   251–284. o.
- A diósgyőrvasgyári színjátszás 1919-ig. In  A Herman Ottó Múzeum Évkönyve XII. Szabadfalvi József, Bodó Sándor(szerk.). Miskolc: Herman Ottó Múzeum. 1973.   187–222. o.